# Blaž Rola
Blaž Rola, né le 5 octobre 1990 à Ptuj, est un joueur de tennis slovène, professionnel depuis 2013.

## Carrière
En 2023, il remporte son premier titre sur le circuit ATP en double à Umag avec Nino Serdarušić.

## Palmarès

### Titre en double messieurs
| No | Date       | Nom et lieu du tournoi              | Catégorie | Dotation  | Surface      | Partenaire      | Finalistes                      | Score              |          |
| -- | ---------- | ----------------------------------- | --------- | --------- | ------------ | --------------- | ------------------------------- | ------------------ | -------- |
| 1  | 24-07-2023 | Plava Laguna Croatia Open Umag Umag | ATP 250   | 562 815 € | Terre (ext.) | Nino Serdarušić | Simone Bolelli Andrea Vavassori | 4-6, 7-62, [15-13] | Parcours |

## Parcours dans les tournois duGrand Chelem

### En simple
| Année | Open d'Australie | Open d'Australie | Internationaux de France | Internationaux de France | Wimbledon       | Wimbledon     | US Open         | US Open           |
| ----- | ---------------- | ---------------- | ------------------------ | ------------------------ | --------------- | ------------- | --------------- | ----------------- |
| 2014  | 2e tour (1/32)   | Martin Kližan    | —                        | —                        | 2e tour (1/32)  | Andy Murray   | 1er tour (1/64) | Fernando Verdasco |
| 2015  | 1er tour (1/64)  | Adrian Mannarino | —                        | —                        | 1er tour (1/64) | Matthew Ebden | —               | —                 |
|       |                  |                  |                          |                          |                 |               |                 |                   |
| 2019  | —                | —                | 1er tour (1/64)          | Mikael Ymer              | —               | —             | —               | —                 |

N.B. : à droite du résultat se trouve le nom de l'ultime adversaire.

## Classements ATP en fin de saison
| Année          | 2008 | 2009 | 2010 | 2011 | 2012 | 2013 | 2014 | 2015 | 2016 | 2017 | 2018 | 2019 | 2020 | 2021 | 2022 |
| Rang en simple | 1465 | 933  | 423  | 721  | 307  | 201  | 80   | 145  | 258  | 206  | 197  | 146  | 155  | 182  | 1120 |
| Rang en double | –    | 867  | 880  | 1289 | 497  | 501  | 336  | 225  | 274  | 292  | 584  | 386  | 318  | 315  | 783  |

Source : (en) Classements de Blaž Rola sur le site officiel de la Fédération internationale de tennis